# Onthophagus talpa
Onthophagus talpa es una especie de insecto del género Onthophagus, familia Scarabaeidae, orden Coleoptera.
Fue descrita científicamente por Fahraeus en 1857.